# Downfall - Il caso Boeing
Downfall - Il caso Boeing (Downfall: The Case Against Boeing) è un film documentario americano del 2022 diretto da Rory Kennedy.
Downfall è stato presentato in anteprima in una proiezione virtuale al Sundance Film Festival 2022 il 21 gennaio 2022, prima di essere distribuito su Netflix il 18 febbraio come documentario originale Netflix.

## Trama
Intervistando persone importanti e presentando filmati d'archivio, il film esamina gli eventi nel corso della storia della società produttrice di aeromobili Boeing che hanno portato agli incidenti del volo Lion Air 610 e del volo Ethiopian Airlines 302, entrambi coinvolti nel Boeing 737 MAX e avvenuti in un breve arco di tempo, nonché la successiva indagine.
La sua storia esamina gli incidenti del Boeing 737 MAX del 2019, in cui due aerei di linea si sono schiantati uccidendo un totale di 346 persone e come Boeing potrebbe essere stata più preoccupata per il guadagno finanziario che per la sicurezza dei propri passeggeri. Il film sottolinea come l'impulso di battere il principale concorrente Airbus ha portato a trascurare i guasti dei componenti all'interno del 737 MAX.

## Distribuzione
Il film è uscito il 18 febbraio 2022 e ha un punteggio di approvazione del 90% basato su 29 voti sul sito di aggregazione di recensioni Rotten Tomatoes. Il film ha ricevuto ampi consensi dalla critica per la sua completezza, struttura narrativa ed emozioni, principalmente rivolte a Kennedy e al montatore Don Kleszy. Ha anche rinnovato l'attenzione del pubblico sul caso 737 MAX, causando ulteriori critiche a Boeing, che inizialmente aveva rifiutato di partecipare alle riprese e ha rimproverato il film dopo la sua uscita. 